# Вулиця Гвардійців-Широнінців (Харків)
Вулиця Гвардійців-Широнінців — велика вулиця у місті Харків, розташована у східній частині міста. Названа на честь солдатів взводу під командуванням лейтенанта Петра Широніна (широнінців), що в березні 1943 прийняли бій із чисельно більшими силами німецької армії біля села Таранівка Харківської області в ході Другої світової війни.

## Географічне положення
Вулиця знаходиться на сході Харкова, у Салтівському і Київському адміністративномих районах міста. Починається у місці перетину із Салтівським шосе, біля Салтівського хлібзаводу і йде на північ, пролягає через мікрорайони Північної Салтівки: Північний-1, 2, 3, 4, 5, що входять до складу Київського району. Закінчується вулиця у місці перетину з вулицею Наталії Ужвій, розділяючи мікрорайони Північний-3 і Північний-4. Загальна довжина вулиці складає близько 6800 метрів.

## Транспортні комунікації
В районі перетину вулиці Гвардійців-Широнінців з вулицею Героїв Праці планується будівництво станції Харківського метрополітену Гвардійців-Широнінців, яка мала стати першою із запланованих станцій нової лінії метрополітену.
У схемі розвитку Харківського метрополітену від 2004 року станція Гвардійців-Широнінців мала розміститися на перетині вулиці та Ювілейного проспекту, проте у сучасних схемах розвитку ця станція відсутня.
На сьогодні вулицею Гвардійців-Широнінців курсують 3 маршрути Харківського тролейбусу: № 31, № 35 та № 42.
Також вулицею курсує велика кількість автобусних маршрутів, а саме: № 24, № 55, № 107,№ 152, № 206, № 247, № 259, № 263, № 268.

## Інфраструктура
Освіта: ясла-садок № 180, школа № 97, школа № 139, школа № 140.
Релігія: Собор св. Миколая Чудотворця УГКЦ.
Банки: відділення Приватбанку, Мегабанку, Ощадбанку, Райффайзен банк Аваль.
Магазини: на вулиці розташовано декілька маркетів АТБ і Дігма та ТЦ «Екватор».
Заводи: Салтівський хлібозавод.
Також на вулиці розташована пожежно-рятувальна частина № 22.

## Визначні місця
- Парк «Перемога»
- Пам'ятник Гвардійцям-Широнінцям
- «Мавзолей»